# Inkerman (Durham)
Inkerman – wieś w Anglii, w hrabstwie Durham. Leży 17 km na zachód od miasta Durham i 378 km na północ od Londynu.